# Ackenhausen

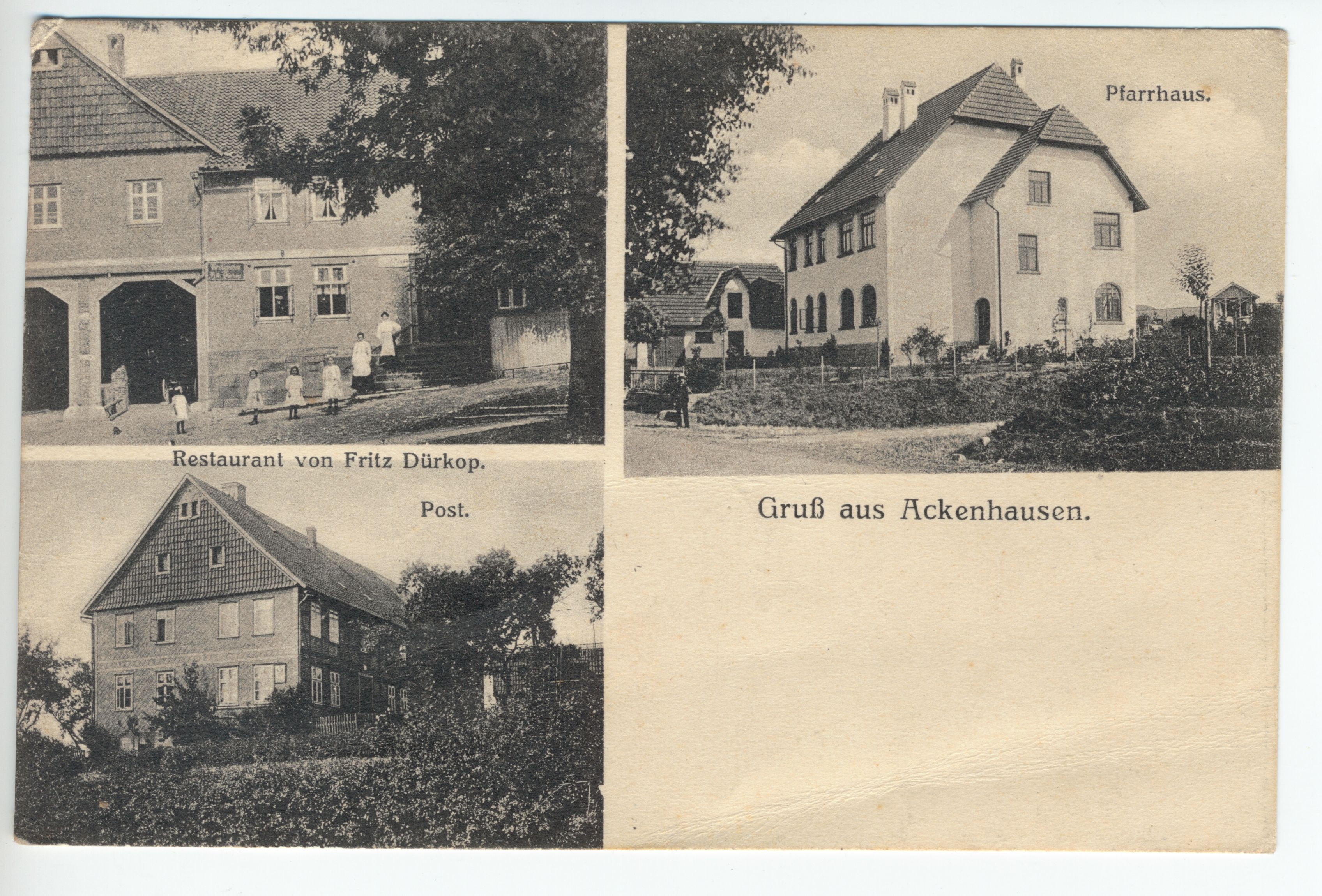
Bildseite der um 1910 von dem Fotografen Ernst August Fischer verlegten Ansichtskarte auf das – heute erhaltene – Pfarrhaus (Im Kamp 2, Bad Gandersheim) und weiteren Gebäuden

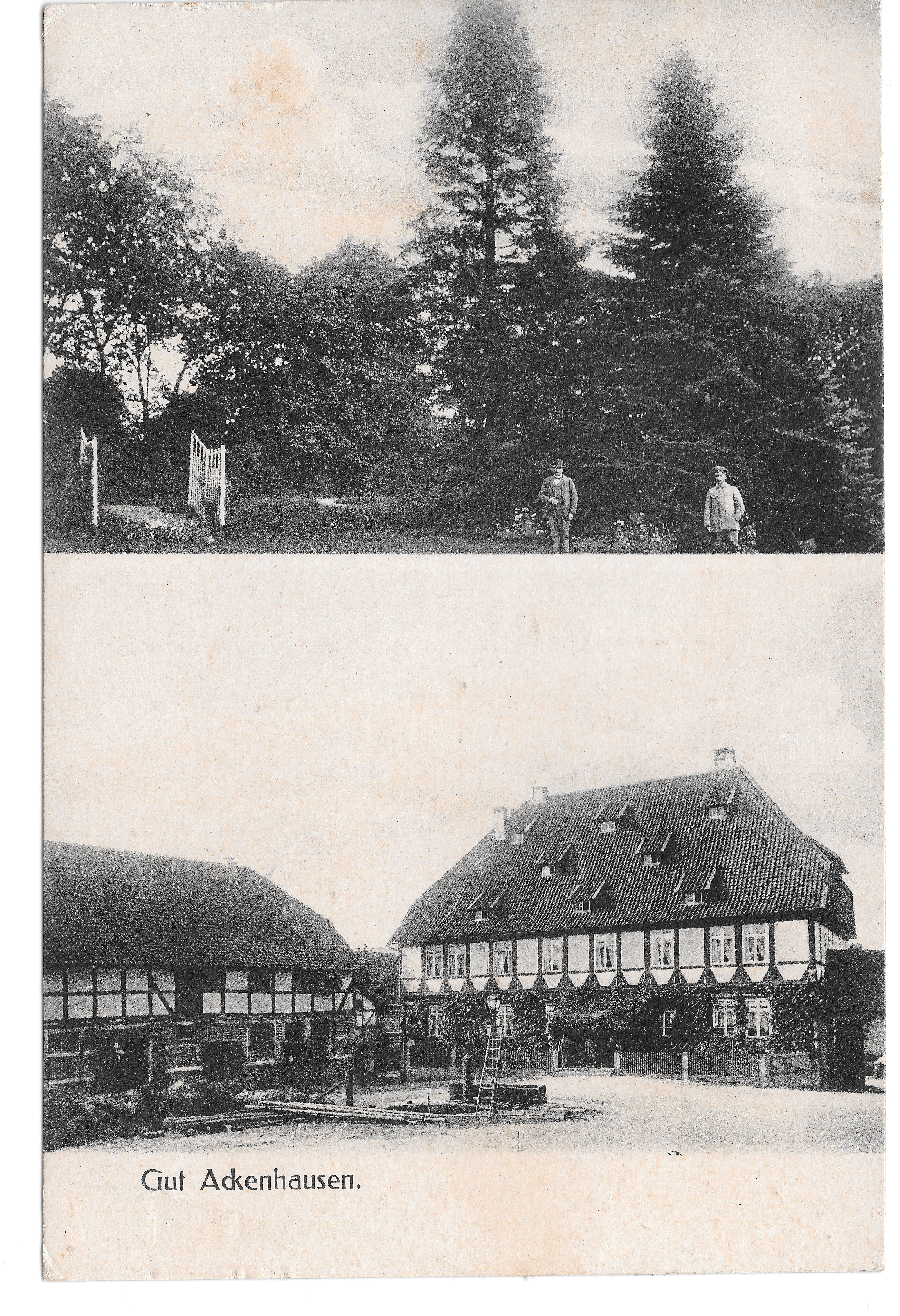
Bildseite der um 1916 von dem Atelier Ad. Dahm (Hannover) verlegten Ansichtskarte auf das – heute erhaltene – Gut Ackenhausen (Kirchring 2, Bad Gandersheim)

Ackenhausen ist ein Ortsteil von Bad Gandersheim im Landkreis Northeim in Niedersachsen (Deutschland). Er liegt westlich des zum Leinebergland gehörenden Höhenzuges Heber in der Heberbörde, rund fünf Kilometer nordöstlich des Gandersheimer Stadtzentrums. Der Harzrand (Seesen) liegt rund neun Kilometer östlich.

## Geschichte
Das erste Mal wurde das Dorf (Akkenhusi) vor etwa tausend Jahren in den Geschichtsbüchern erwähnt. Damals lag der Ort jedoch noch direkt am Wald. Nach einem Brand wurde er talabwärts wieder aufgebaut. Seit 1891 bestand in Ackenhausen eine Postagentur. Als Postagenten waren Wilhelm Bornemann (1891–1900) und Lina Bornemann (1901–1916) eingesetzt. Am 1. März 1974 wurde Ackenhausen in die Stadt Bad Gandersheim eingegliedert.

## Politik
Gemäß der Hauptsatzung von Bad Gandersheim werden die Ortsteile der Stadt jeweils durch einen Ortsvorsteher vertreten. Aktuell ist M. Goslar in dieser Funktion.